# Valenciai főegyházmegye (Spanyolország)
A spanyolországi Valenciai főegyházmegye (latinul: Archidioecesis Valentina, katalánul: Arxidiòcesi de València, spanyolul: Archidiócesis de Valencia) a római katolikus egyház egyik metropóliai főegyházmegyéje az országban. Öt szuffragán egyházmegyéje van: az Ibizai, a Mallorcai, a Menorcai, az Orihuela-Alicantei és a Segorbe-Castellón de la Plana-i egyházmegye. Érseki székvárosa Valencia.

## Története
A Valenciai főegyházmegyét először 527-ben alapították az Ibériai-félszigeten egyházmegyeként, de a 8. században elpusztult a mór uralom alatt . A reconquista és a mórok Valenciaiából való kiűzése során 1238. október 10-én a újjáalakították Tarragonai főegyházmegye szuffragán egyházmegyéjeként. 1492. július 9-én VIII. Ince pápa metropóliai ranngal rendelkező főegyházmegyévé emelte az egyházmegyét.

## Szomszédos egyházmegyék
- Albacetei egyházmegye
- Cuencai egyházmegye
- Roman Catholic Diocese of Teruel and Albarracín
- Segorbe-Castellón de la Plana-i egyházmegye
- Ibizai egyházmegye
- Orihuela-Alicantei egyházmegye

## Fordítás
Ez a szócikk részben vagy egészben  az   Erzbistum Valencia című német Wikipédia-szócikk ezen változatának fordításán alapul.  Az eredeti cikk szerkesztőit annak laptörténete sorolja fel. Ez a jelzés csupán a megfogalmazás eredetét és a szerzői jogokat jelzi, nem szolgál a cikkben szereplő információk forrásmegjelöléseként.